# 三宅西浦
三宅 西浦（みやけ せいほ、天明6年6月1日（1786年6月26日） - 安政4年10月29日（1857年12月15日））は、日本の山水画の画家である。本名は三宅 高哲（みやけ たかてつ）、あざなは稚由、通称は辰蔵。また、看雲楼の別名を持つ。

## 略歴
江戸時代後期の天明6年（1786年）に、備中国浅口郡西之浦村（現在の岡山県倉敷市水島）で米屋を営む豪商・三宅高雅の子として生まれる。
成長すると、山水画に興味を持ち、現在の長崎で伊孚九の画法を学ぶ。その後、野呂介石に師事。
安政4年（1857年）10月29日に死去。享年72。
長男の三宅高幸は、幕末の討幕運動で活躍した。